# 万通新世界广场
39°55′17″N 116°20′53″E / 39.92148°N 116.34811°E

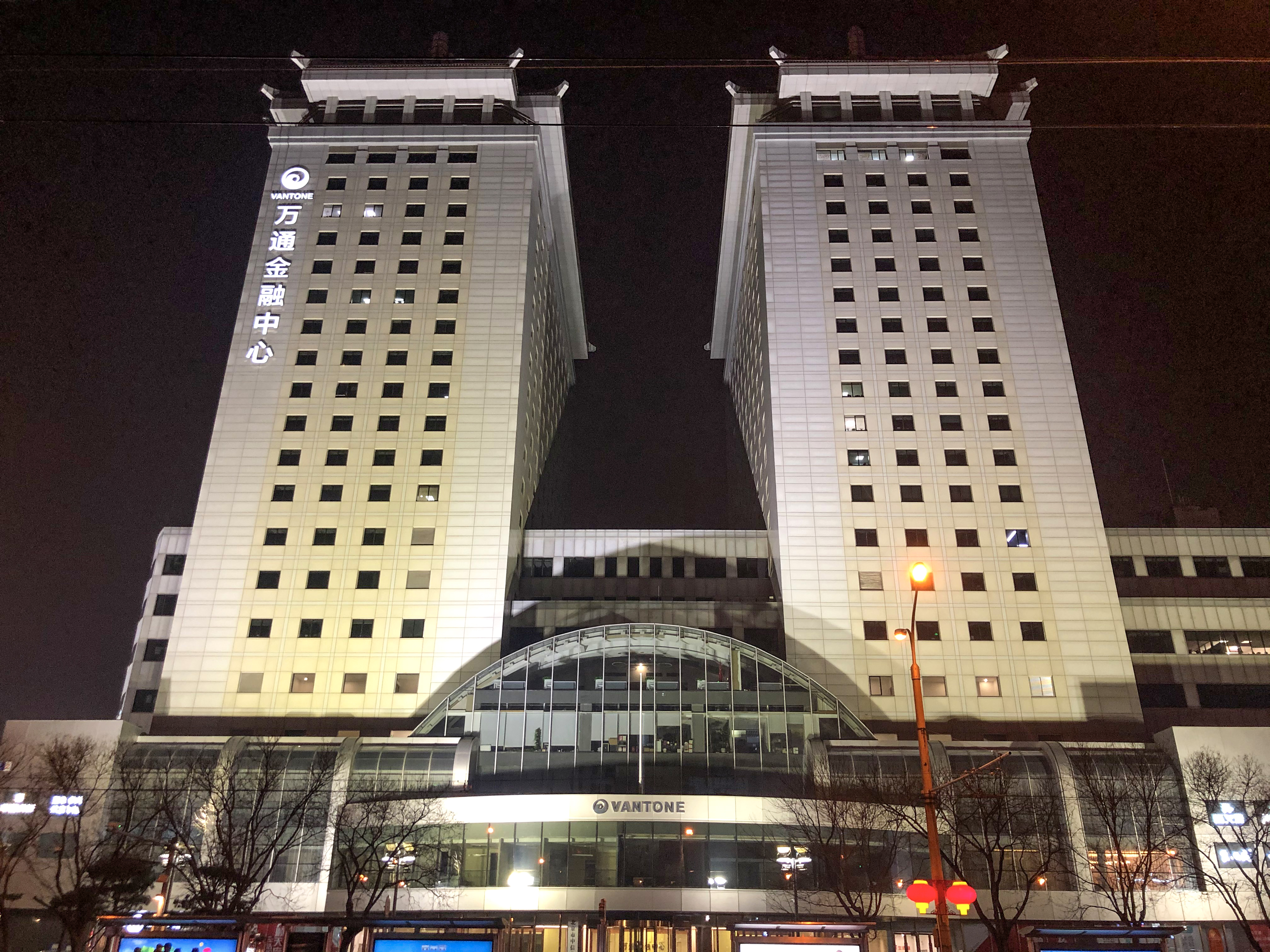
万通金融中心夜景（2021年）

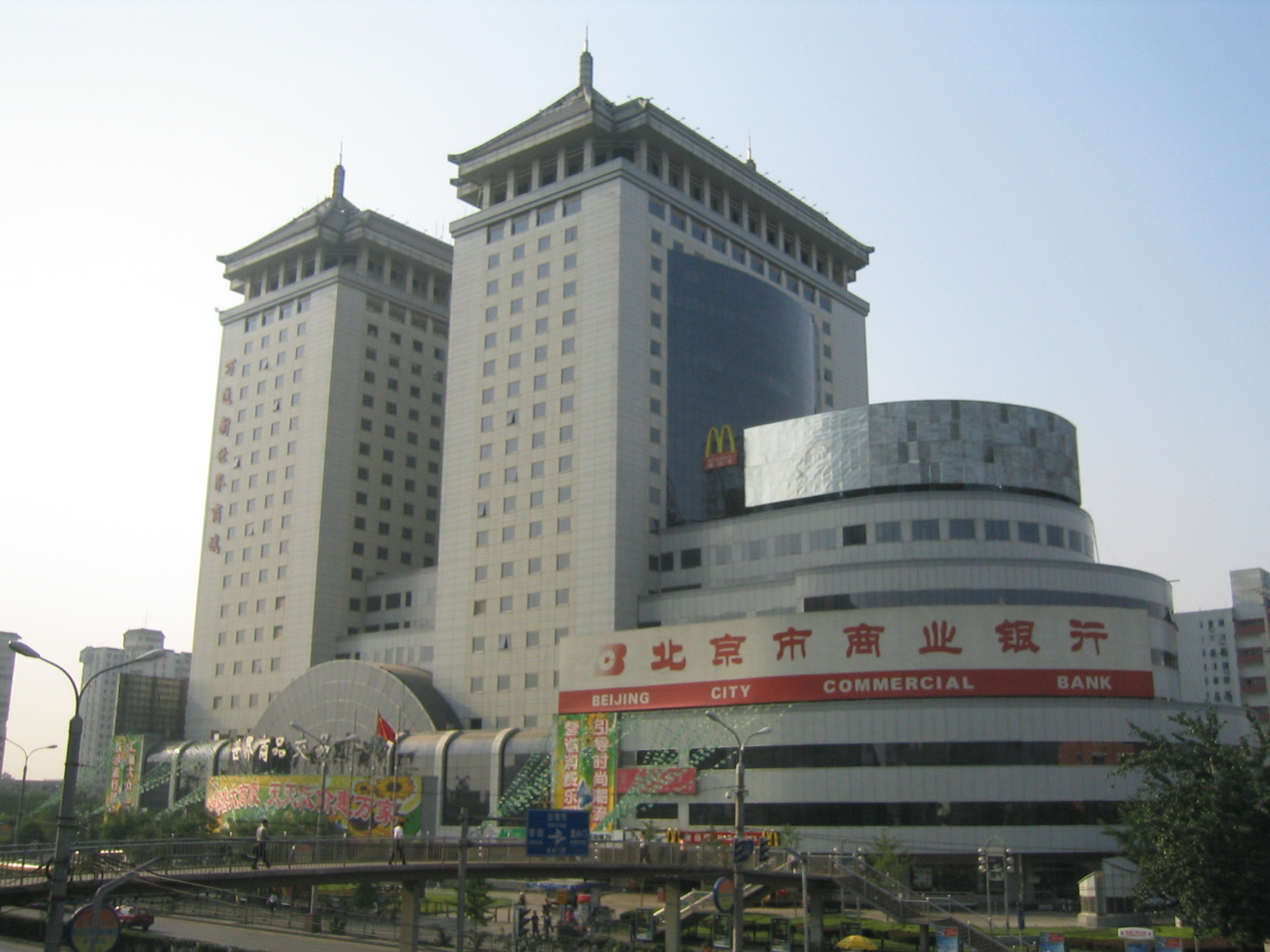
万通新世界广场（2004年）

万通金融中心原名万通新世界广场，位于北京市西城区阜成门外大街2号，是高层写字楼。

## 简介
万通新世界广场最早由香港新世界发展有限公司探索与北京市西城区合作建设，这是新世界发展在北京继京广中心之后的第二个意向合作项目。新世界发展是万通大厦最早的投资探路者，但是最终低调转移，未继续合作，因为认为阜成门外地区不适宜大规模整体开发。
1990年底，冯仑从北京一家信托公司借到500万元人民币。1991年，冯仑（后任万通集团董事局主席）、潘石屹、易小迪（后任阳光100集团董事长）、王功权（后为风险投资家）、刘军、王启富在海南省成立“海南农业高技术投资联合开发总公司”，随后在海南投资房地产迅速获利。
1992年，潘石屹和冯仑先后来北京。回北京后的第一个项目是从北京市西城区任志强手上买来的阜成门外的土地，准备建设万通新世界广场。1993年，潘石屹创办北京万通实业股份有限公司，任法人代表兼总经理。1993年底，这个万通新世界广场项目还没开工建设，房子已卖光。这是北京第一个称得上市场化操作的写字楼。开卖6天，购买者已汇款近20亿元港币到万通公司账户。万通新世界广场的销售成功，很大部分归于潘石屹擅长在广告中营造概念。在潘石屹主导下，万通新世界广场的推广总计花费1000多万元，大部分营销费用花在《人民日报》海外版、《文汇报》等覆盖香港的媒体上，引发了香港客户的极大兴趣。潘石屹创造的万通新世界广场的销售奇迹，被誉为北京房地产业发展史上的里程碑。
1996年，万通商城开业，定位为高档商厦，但因北京同档次的商厦很多，故销售情况很不理想。1999年，万通商城转型为小商品交易市场，新开业不到半年，平均日客流量便达5万余人次，节假日高峰达7万余人次。到2011年，万通商城的经营面积已达28000平方米，经营品种数万个。2006年，北京市发展和改革委员会发布《北京市“十一五”时期服务业发展规划》，二环内禁止建设新的摊位式小商品市场及各类批发市场，已有的将逐步关闭或升级，鼓励向三环外转移。在此背景下，天乐宫等部分小商品批发市场关闭，二环沿线三大小商品市场官园市场、天意市场、万通商城也作了调整。万通商城于2006年首次改造硬件设施及商铺布局。2000年代末，北京小商品市场顾客量减少。2011年12月，万通商城宣布实施业态升级计划，准备到2015年将陆续引入品牌商品，租户向品牌化发展。但因引入品牌知名度低，很难吸引消费者，故业态升级效果不佳。在北京市疏解非首都功能的过程中，2017年1月召开的西城区“疏解整治促提升”专项行动部署会宣布该区将继续推进13个市场的提升改造和业态升级，动物园批发市场将于2017年全面完成疏解任务，万通商城、官园商品批发市场等小商品市场也将于2017年底前完成清退。2017年7月1日凌晨，万通新世界广场外的“万通市场”四字被摘掉，8月31日晚万通商城正式闭市，9月1日起不再对外营业。
2019年，大厦改造为万通金融中心，其地下一层也改建为顺天府超市。